# Tineke Postma
Tineke Postma (Heerenveen, 1978) is een Nederlandse saxofonist en componist in de jazz. Ze speelt postbop op altsaxofoon, sopraansaxofoon en soms ook tenorsaxofoon.

## Biografie
Postma is op elfjarige leeftijd begonnen met saxofoonspelen. Ze studeerde aan het Conservatorium van Amsterdam in de periode 1996-2003, waar ze cum laude een Masters Diploma ontving. Al tijdens haar studie maakte ze haar eerste plaat, die goed ontvangen werd. Ook de platen die ze daarna heeft gemaakt kregen lovende recensies.
Sinds 2005 is Postma als docent verbonden aan het conservatorium. Ze kreeg een mastersopleiding aan de Manhattan School of Music in New York in 2002. Postma studeerde bij David Liebman, Dick Oatts en Chris Potter. Ze kreeg twee beurzen voor deze studie.
In 2015 won Postma de Boy Edgarprijs. In 2011 en 2024 won zij een Edison Award in de categorie Jazz Nationaal.

## Discografie
- First Avenue, Munich Records, 2003
- For the Rhythm, 215 Entertainment, 2005
- Live in Amsterdam, 2005
- A Journey That Matters, Foreign Media, 2007
- The Traveller, EtCetera Records, 2009
- The Dawn of Light, Challenge Records, 2011
- Sonic Halo, with Greg Osby, Challenge Records, 2014
- Freya, Edition Records, 2020
- Aria, Edition Records, 2023